# Patriarchální exarchát
Patriarchální exarchát je územním okruhem východních katolických církví, který je přímo zavislý na patriarchovi a spadá do péče jeho spolupracovníka zvaného exarcha. Ten přijal biskupské svěcení a je titulárním eparchou.

## Arménská katolická církev
- Patriarchální exarchát v Damašku ( Sýrie)
- Patriarchální exarchát jeruzalémský a ammánský ( Izrael,  Palestina,  Jordánsko)

## Syrská katolická církev
- Patriarchální exarchát v Basře a Zálivu
- Patriarchální exarchát v Turecku
- Patriarchální exarchát Jeruzaléma a Ammánu pro Izrael, Palestinu a Jordánsko-sídlo Ammán

## Maronitská katolická církev
- Patriarchální exarchát jeruzalémský a palestinský
- Patriarchální exarchát jordánský

## Melchitská řeckokatolická církev
- Patriarchální exarchát kuvajtský
- Patriarchální exarchát v Iráku
- Patriarchální exarchát v Istanbulu